# Уеначи
Уена̀чи (на английски: Wenatchee) е град в окръг Шълан, щата Вашингтон, САЩ. Уеначи е с население от 27 856 жители (2000) и обща площ от 19 km². Намира се на 237 m надморска височина. ЗИП кодът му е 98801, 98807, а телефонният му код е 509.